# Hopffgarten

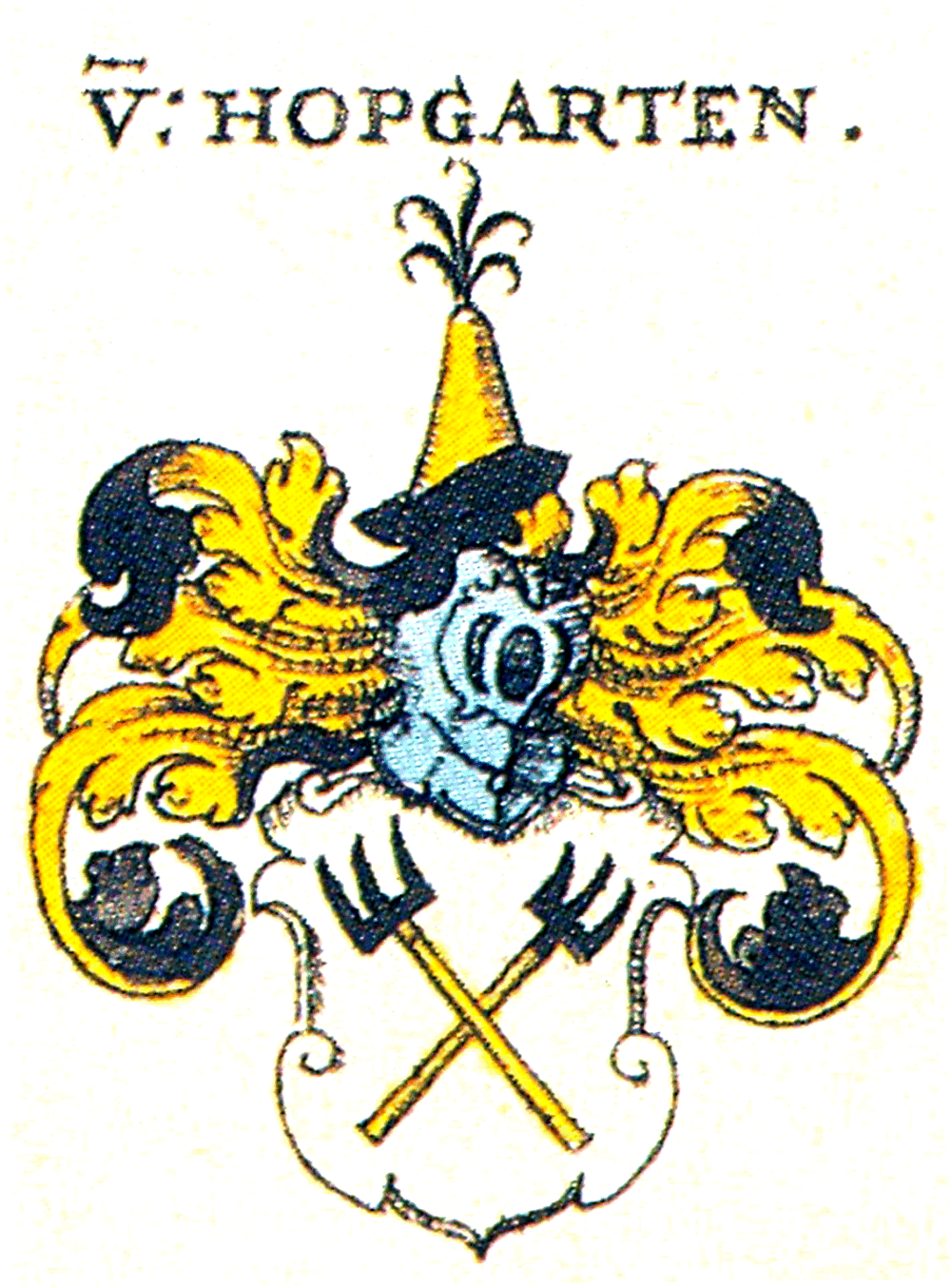
Stammwappen der Hopfgarten in Siebmachers Wappenbuch von 1605

Hopffgarten (später auch Hopfgarten) ist der Name eines weit verzweigten alten thüringischen Adelsgeschlechts.

## Geschichte
Eine Burgstelle im gleichnamigen Dorf Hopfgarten im thüringischen Kreis Weimarer Land liegt in der Niederung der Gramme und gilt als Stammsitz der ab 1247 genannten Herren von Hopfgarten. Erster urkundlich erwähnter Angehöriger des Geschlechts ist Siffrid de Hoppengarten, der 1262 zuerst erscheint, mit dem auch die Stammreihe beginnt. Die Burg soll jedoch bereits 1303 im Krieg Erfurts mit dem Landgrafen Albrecht zerstört worden sein.

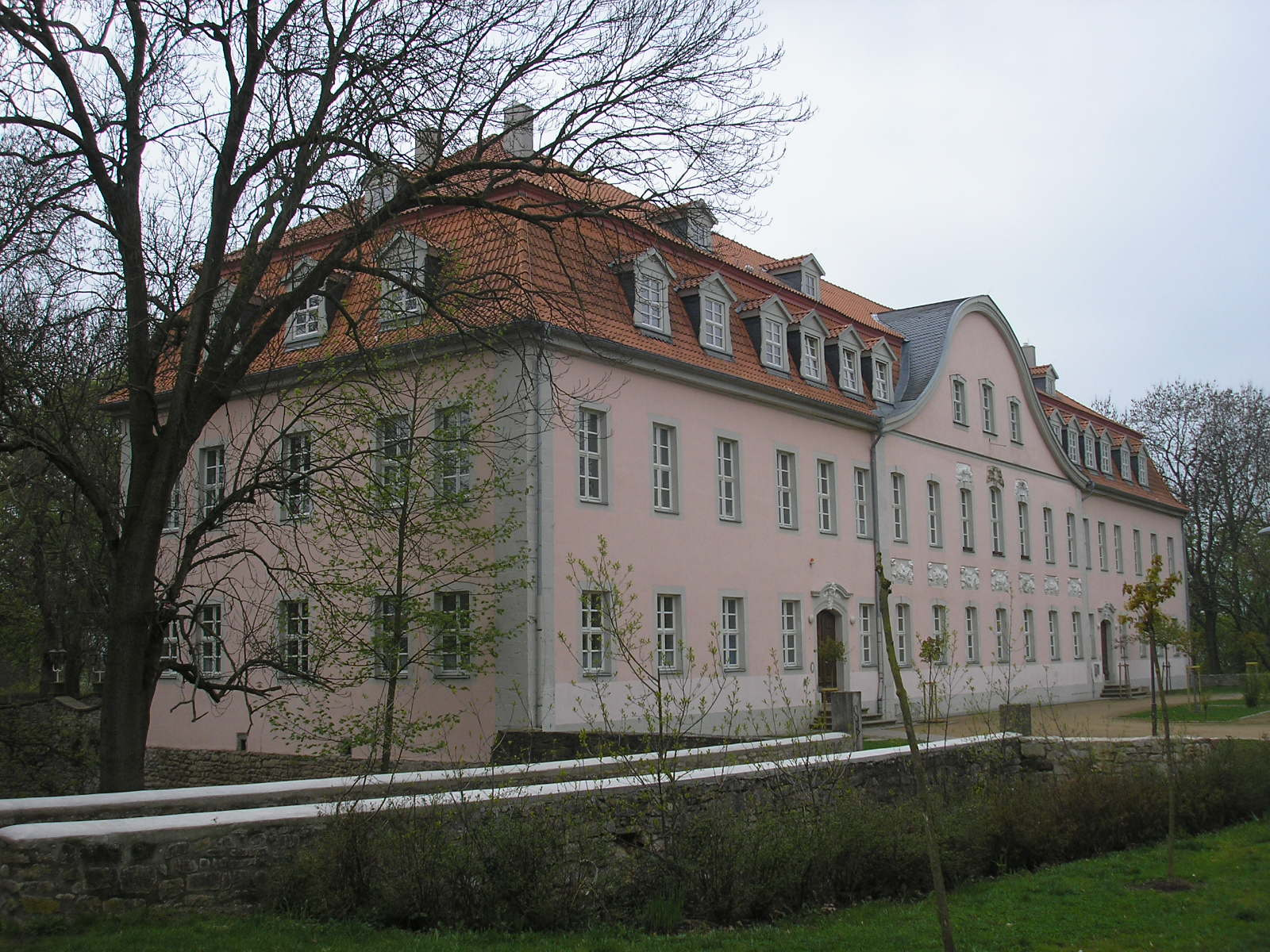
Schloss Schlotheim

Die als landgräfliche Gefolgsleute auftretende Familie wurde dann offenbar mit Gütern im Raum Schlotheim und Mülverstedt entschädigt. 1425 kaufte Friedrich von Hopfgarten Stadt und Schloss Schlotheim vom Grafen Heinrich von Schwarzburg. Die Herren von Hopfgarten bildeten in diesem Gebiet am Hainich und östlich der Hörselberge einen Grundherrschafts- und Gerichtsbezirk heraus. Schlotheim gehörte ab 1571 zu Schwarzburg-Sondershausen und ab 1599 zu Schwarzburg-Rudolstadt.
1768 ließ Maximilian Ernst von Hopffgarten die Schlotheimer Burg abreißen und an ihrer Stelle 1773–1777 ein Barockschloss errichten. Georg Wilhelm von Hopffgarten wurde am 31. Juli 1790 im kursächsischen Reichsvikariat in den Reichsgrafenstand erhoben. Die gräfliche Linie ist 1944 im Mannesstamm erloschen. Ein Zweig der Schlotheimer Linie ließ sich in der zweiten Hälfte des 18. Jahrhunderts in Mecklenburg nieder; der Hofjägermeister Gideon Helmuth Ernst von Hopffgarten auf Gustävel (heute Ortsteil von Kuhlen-Wendorf) wurde 1790 in den mecklenburgischen Adel rezipiert.

### Personen und Daten
- 1262 ist Siegfried von Hopffgarten Zeuge, als Markgraf Albrecht von Landsberg dem Kloster Crantschwitz gestattet, 1000 Lehngüter von seinen Untertanen zu kaufen.
- 1267 ist Dominus Sigfridus de Hopffgarten Zeuge, als Landgraf Albrecht der Unartige (das ist der Vorgenannte) die Stiftung des katholischen Altars in der Kirche Neustadt (?) Weida bestätigt.
- 1280 ist Siegfried von Hopffgarten Zeuge, als Landgraf Albrecht dem Deutschen Orden den Besitz der Kirchen zu Plaue und Gera bestätigt.
- 1316 Albert von Hopffgarten vermittelt neben anderem einen Vergleich zwischen Graf Hermann IV. von Gleichen († 1343) und dem Kloster zu Erfurt.
- 1425 kauft Friedrich von Hopffgarten Schloss und Stadt Schlotheim vom Grafen Heinrich (XXVI. ?) von Schwarzburg.

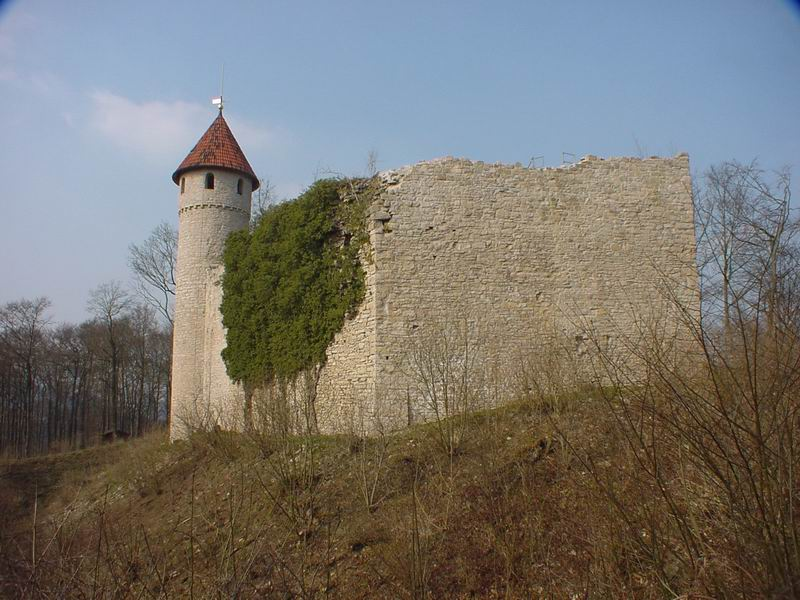
Burgruine Haineck

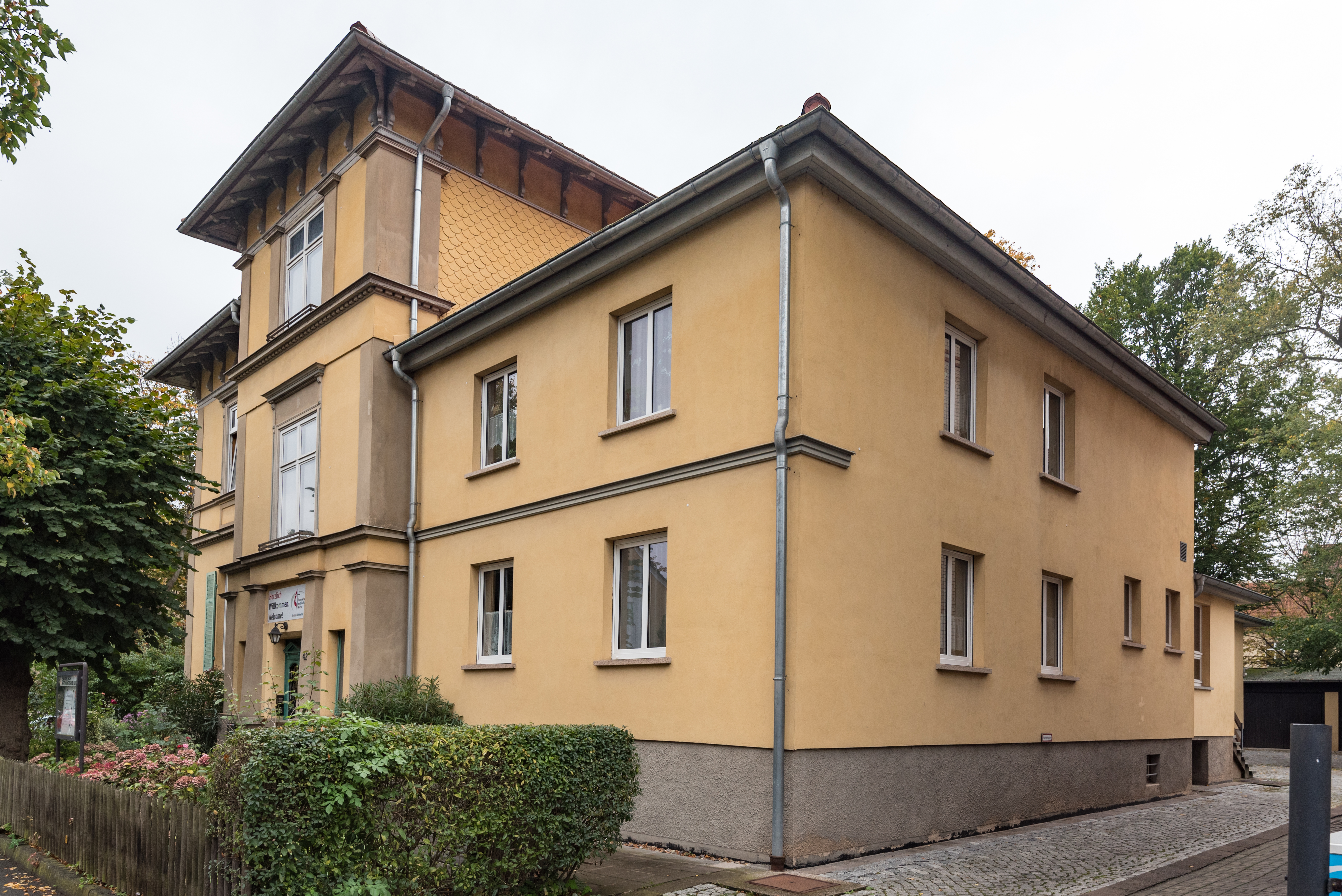
Villa Goethestraße 42, Eisenach, 1915–1945 im Besitz der Familie

- Um 1425 tritt erstmals Friedrich von Hopfgarten im Zusammenhang mit der Burg Haineck auf, er wurde für einen Betrag von tausend Mark zum Mitinhaber dieser Burg, musste aber hinnehmen, dass diese weiterhin durch einen landgräflichen Burgvogt bewohnt wurde. Schon 1437 ging das Besitzrecht verloren, als es als Pfand für eine Zahlungsverpflichtung eingelöst werden musste. Schließlich gelangte die Burg 1503 durch Belehnung wieder in die Hände der Familie, die sie mit kurzer Unterbrechung bis 1945 behielt. Um 1550 errichteten sie nahebei das Schloss Nazza, welches sie 1816 verkauften. Das Gebiet um Hallungen wurde zum Hopffgartenschen Gericht.
- 1440 verkaufen die Herren von Hopffgarten das Schloss Krayenburg bei Tiefenort an die Grafen Adolf und Siegmund von Gleichen.
- 1463 werden in einem Lehnbrief des Grafen Johann von Beichlingen über einen Teil von Marolterode die Brüder Peter und Fritzsche von Hopfgarten genannt und die Anwartschaft der Brüder Dietrich und Jürgen von Hopfgarten verbrieft.[5]
- 1773 erbaut Maximilian Ernst von Hopffgarten das barocke Schloss Schlotheim.

Neben Nazza mit Burg Haineck trat die Familie als adeliger Grund- und Gerichtsherr in den Orten Craula, Ebenshausen, Frankenroda, Hallungen, Lauterbach, Neukirchen sowie in Mülverstedt, Mechterstädt, Ebenheim, Weingarten und Burla in Erscheinung. 1714 verkauften die Herren von Teutleben das Dorf Laucha an Georg Friedrich von Hopfgarten. Die Besitzungen im Herzogtum Sachsen-Gotha bildeten das „Hopffgartensche Gericht“.
Ein Friedrich Wilhelm von Hopfgarten war bis 1790 kurfürstlich-sächsischer Oberforstmeister im Jagdschloss Grillenburg, inmitten des Tharandter Waldes bei Dresden, wo noch ein Schlussstein von 1779 mit seinen Initialen im Schlosshof zu finden ist.
Im Einschreibebuch des Klosters Dobbertin befinden sich zwei Eintragungen von Töchtern der Familie des Hofjägermeisters von Hopffgarten aus Gustävel aus den Jahren von 1790 bis 1805 zur Aufnahme in das dortige adelige Damenstift.
Das Wappenschild der am 8. Juni 1870 in Dobbertin verstorbenen Susanne Sophie Charlotte Elisabeth von Hopffgarten mit dem Allianzwappen hängen auf der Nonnenempore in der Klosterkirche.

## Namensträger

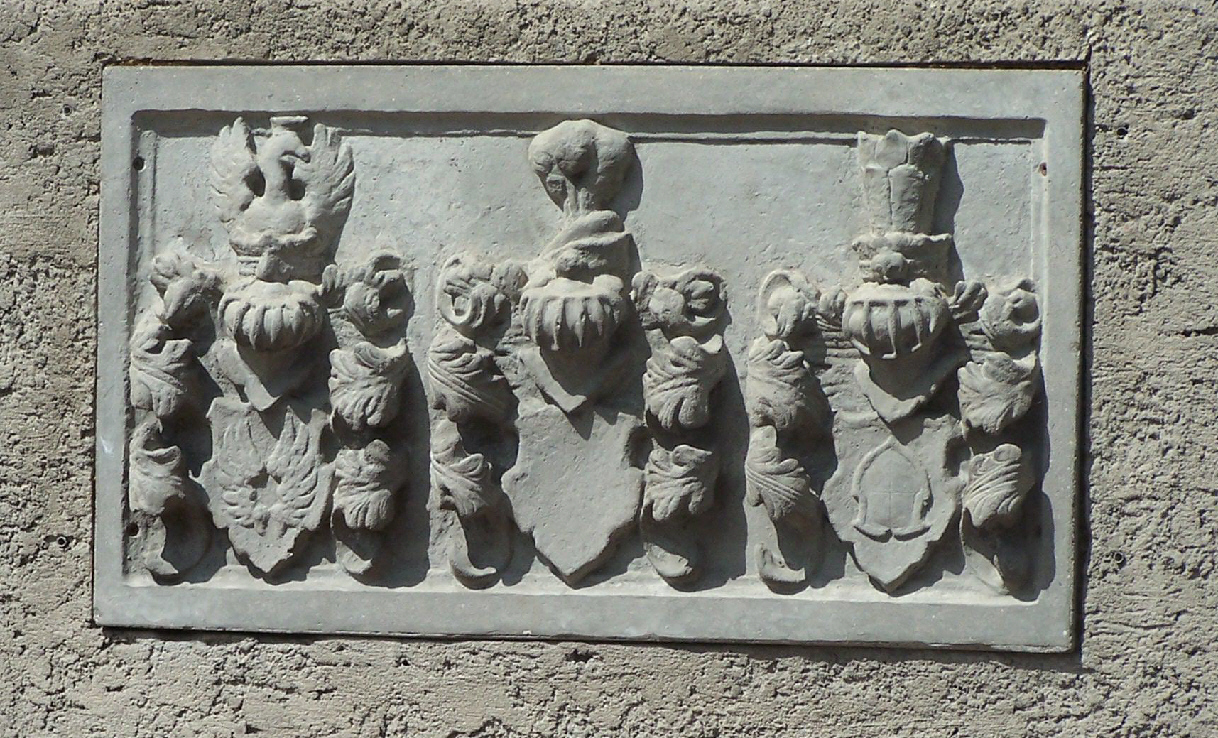
Wappentafel am Nazzaer Schloss

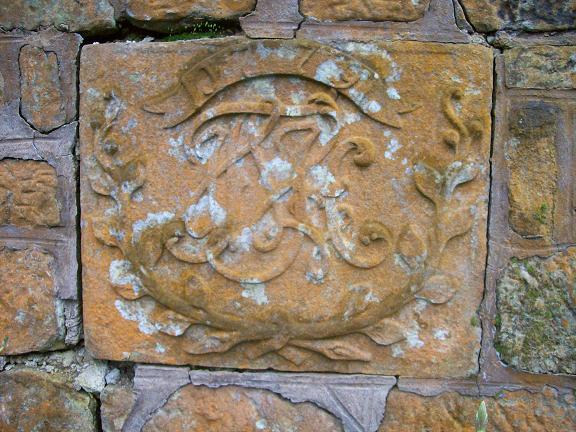
Initialen Friedrich Wilhelm von Hopfgartens von 1779 am Schloss Grillenburg

### Linie von Hopffgarten (Mülverstedt)
- Siegried von Hopffgarten tritt ab 1262 in Mülverstedt in Erscheinung
- Marie Sophie von Hopffgarten, geb. von Dacheröden (1713–1789), Poetin
- Hans Ernst von Hopffgarten stirbt im Jahre 1757 und hinterlässt keinen Sohn. Der Besitz derer von Hopffgarten geht in drei Teile, bis die Witwe von Hans Ernst einen Sohn bekommt, Friedrich Wilhelm Gottlieb von Hopffgarten (* 19. September 1757), der alleiniger Erbe von Burg Haineck, Zimmern und Mülverstedt wird. Er wird am 9. Mai 1767 von seinem Onkel vergiftet.[6]
- Carl Gottlob von Hopffgarten († 1765), Domdechant
- Friedrich Abraham von Hopffgarten (1702–1774), kursächsischer Geheimer Rat und Dompropst des Stifts Naumburg
- August Gottlob von Hopffgarten († 1776), kursächsischer Hof- und Justiz- und Domherr
- In Mülverstedt lebte um die Jahrhundertwende die Schriftstellerin Ellenora von Hopfgarten (1874–?), Tochter des Schlossbesitzers Baron Max von Hopffgarten. Die Autorin veröffentlichte ihre historischen Erzählungen und Gedichte unter dem Pseudonym Ella von Haineck.[7]

### Linie „von Hopffgarten auf Haineck zu Nazza“
- Georg von Hopffgarten, Ritter des Malteserordens, Geheimer Rat und Amtmann der Haineck, war Stammvater des Zweiges von Hopfgarten auf Haineck zu Nazza.
- Georg Christoph von Hopffgarten war mit Elisabeth von Greußen verheiratet. Er errichtete im Ort Nazza das dortige Renaissanceschloss.
- Georg Wilhelm von Hopffgarten, Sohn des Georg Christoph von Hopffgarten, war zweimal verheiratet. Er veranlasste die weitere Verschönerung des Nazzaer Schlosses, das sein Allianzwappen zeigt.
- Hans Ernst von Hopffgarten (1671–1717), war Obristleutnant des Herzogs von Sachsen-Gotha-Altenburg in der Leibgarde zu Gotha und war mit Deborah von Goldacker vermählt.
- Wilhelm Heinrich von Hopfgarten war bis 1945 Besitzer der Burgruine Haineck.

### Linie von Hopffgarten (Schlotheim)
- Friedrich von Hopffgarten kaufte 1425 Schloss und Stadt Schlotheim vom Grafen Heinrich von Schwarzburg.
- Ernst von Hopffgarten (1797–1862) mecklenburgischer Offizier und Diplomat

### Weitere bekannte Namensträger
- Elise von Hopffgarten, geb. Henoch (1869–?), Schriftstellerin
- Hans-Joachim von Hopffgarten (1915–2000), Offizier, zuletzt Generalleutnant der Bundeswehr
- Max von Hopffgarten (1861–1941), sächsischer Generalmajor

### Briefadeliger Namensträger
- Karl Friedrich von Laer (* 1912), seit 1930 Karl Friedrich von Hopffgarten-von Laer, Sohn d. kgl. preuß. Reg. - Rat Hermann von Laer u. d. Sophie von Wedemeyer[8]

### Nichtadelige Namensträger
- Ernst von Hopffgarten (* 1948), eigentlich Ernst-Gottfried Müller, Neffe und Adoptivsohn der Margarethe von  Hopffgarten, geb. Boehmer;[9] bildender Künstler

## Wappen
- Das Stammwappen zeigt in Silber zwei aufwärts schräg gekreuzte dreizinkige goldene Streitgabeln an schwarzen Stielen. Auf dem Helm mit schwarz-goldenen Decken schwarz-gestulpter goldener Spitzhut, besteckt mit fünf schwarzen Federn.
- Das Wappen des Stammes Schlotheim zeigt in Gold zwei aufwärts schräg gekreuzte dreizinkige silberne Streitgabeln an schwarzen Stielen. Auf dem Helm mit schwarz-goldenen Decken fünf abwechselnd schwarz-goldene Straußenfedern.